# Margit Brandt
Margit Brandt, född Bjørløw den 27 januari 1945 i Hellerup i Danmark, död där den 24 oktober 2011, var en dansk designer av bland annat dammode.
Brandt utbildade sig på Margrethe-Skolen i Köpenhamn och utexaminerades från Københavns Tilskærerakademi 1964. Hon studerade kläddesign hos Louis Feraud och Pierre Balmain i Paris innan hon 1966 öppnade sin egen ateljé med namnet B-age tillsammans med sin man Erik Brandt. 
Företaget, som efterhand utvidgades  med filialer i Schweiz, Japan och Hongkong, skapade alt från damkläder, pälsar och inredningstextilier till smycken och tapeter  för fabriker i Skandinavien och Tyskland.
De fick sitt stora genombrott inom modebranschen på 1970-talet och 1981 grundade de Brandt's America Inc. i New York.
Brandt skapade kläder till Danmarks trupp vid olympiska sommarspelen 1988 i Seul i Sydkorea och 1992 i Barcelona i Spanien och 1998 ritade hon en trupparaddräkt till Danmarks flygvapen.
År 1994 ställdes hennes design ut på Kvindemuseet i Århus och år 2005 relanserades några av hennes kollektioner från 1960- och 1970-talen i samarbete med dottern Julie Brandt Dam.
Margit Brandt utsågs till riddare av Dannebrogorden år 2007.